# Landschaftsschutzgebiet Ortsrand Obermarsberg
Das Landschaftsschutzgebiet Ortsrand Obermarsberg ein 4,04 ha großes Landschaftsschutzgebiet (LSG) zwischen Obermarsberg und Niedermarsberg. Das Gebiet wurde 2008 mit dem Landschaftsplan Marsberg durch den Kreistag des Hochsauerlandkreises ausgewiesen. Das LSG geht teilweise bis an den Siedlungsrand.

## Beschreibung
Im Landschaftsschutzgebiet Ortsrand Obermarsberg befindet sich fast nur um kleinteilige Gärten an einem Steilhang nordöstlich von Obermarsberg ins Glindetal. Die Gärten sind teilweise brach gefallen und verbuschen. Der Landschaftsplan führt aus „Ziel des LSG ist es daher, die noch vorhandenen Offenlandanteile zu erhalten, die eingestreuten Magergrünlandanteile weiter zu pflegen, den sehr kleinteiligen und durch zahlreiche Saum- und Heckenstrukturen bereicherten Gebietscharakter zu wahren und damit u. a. auch die landschaftliche Einbindung Obermarsbergs – z. B. aus Blickrichtung des Bilsteinturms auf der gegenüber liegenden Glindetalseite – zu erhalten.“ Im LSG befinden sich das Gesetzlich geschützte Biotop nach § 30 BNatSchG Sauerlandgraben (BK-4519-0121) und mit 0,81 ha Flächengröße. Beim Biotop handelt es sich um eine steile, ostexponierte Magerweide mit einem Obstbaum-Gebüschkomplex. Die mit Rindern beweidet wird. Die Weide ist im oberen Bereich recht mager, hangabwärts treten die Magerkeitszeiger jedoch mehr und mehr zurück. Schutzziel des Biotops ist Erhaltung und Wiederherstellung von Magergrünland.

## Rechtliche Rahmen
Das Landschaftsschutzgebiet Ortsrand Obermarsberg wurde als eines von 30 Landschaftsplangebieten vom Typ C, Wiesentäler und ornithologisch bedeutsames Offenland, ausgewiesen. Im Landschaftsplangebiet Marsberg gibt es auch drei Landschaftsschutzgebiete vom LSG Typ A, Allgemeiner Landschaftsschutz, wo unter anderem das Errichten von Bauten verboten ist. Ferner 17 Landschaftsschutzgebiete vom LSG Typ B, Ortsrandlagen und Landschaftscharakter, wo zusätzlich Erstaufforstungen und auch die Neuanlage von Weihnachtsbaumkulturen, Schmuckreisig- und Baumschulkulturen verboten sind. Wie in den anderen 29 Landschaftsschutzgebieten vom Typ C im Landschaftsplangebiet Marsberg besteht im LSG Landschaftsschutzgebiet Ortsrand Obermarsberg zusätzlich ein Umwandlungsverbot von Grünland und Grünlandbrachen in Acker oder andere Nutzungsformen.

## Schutzzweck
Die Ausweisung erfolgte zur Erhaltung, Ergänzung und Optimierung eines Grünlandbiotop-Verbundsystems in den Talauen und den Magergrünland-Gesellschaften in den Naturschutzgebieten, damit Tiere und Pflanzen Wanderungs- und Ausbreitungsmöglichkeiten behalten, und dem Erhalt der Vorkommen geschützter Vogelarten sowie dem Schutz artenreicher Pflanzengesellschaften.